# Paragonia densicornis
Paragonia densicornis là một loài bướm đêm trong họ Geometridae.